# Ankerstich

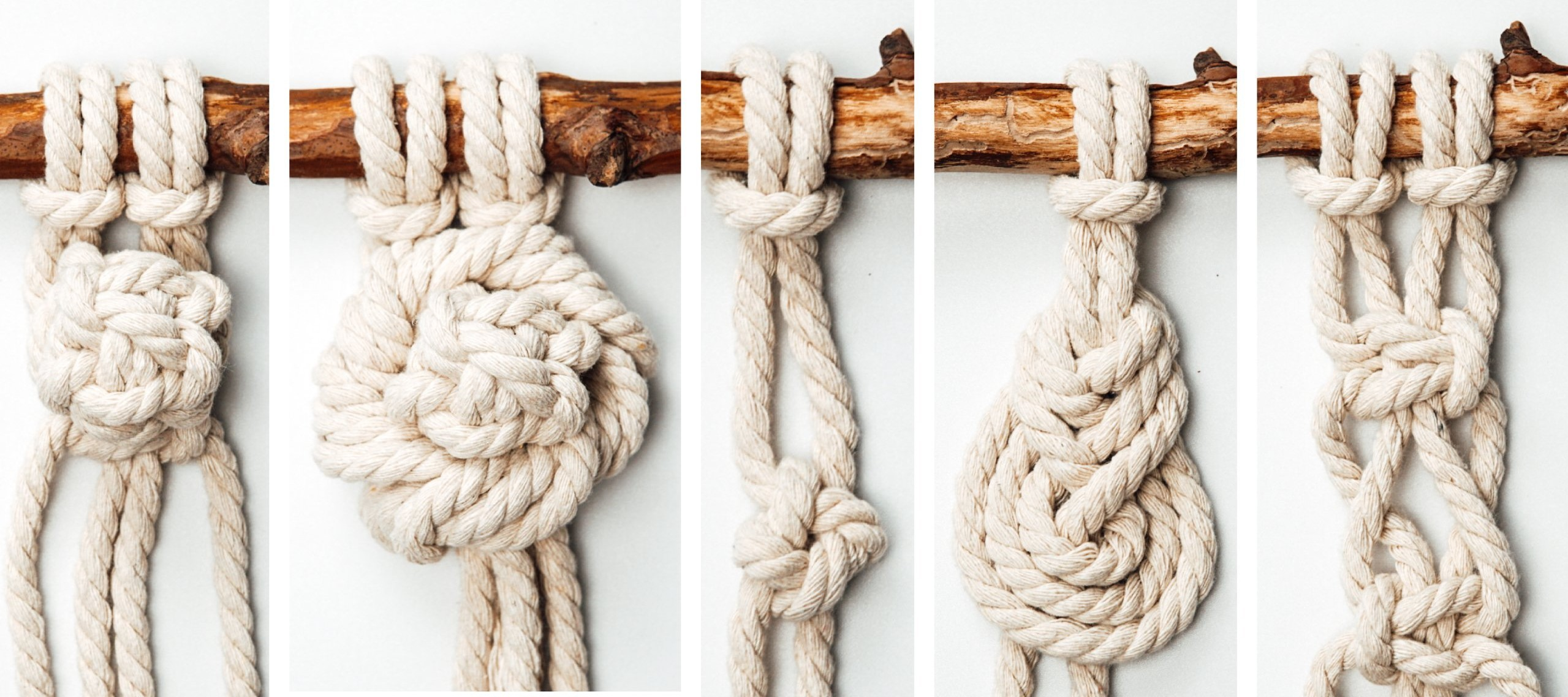
Verwendung als Aufhängung der Makramee-Schnüre

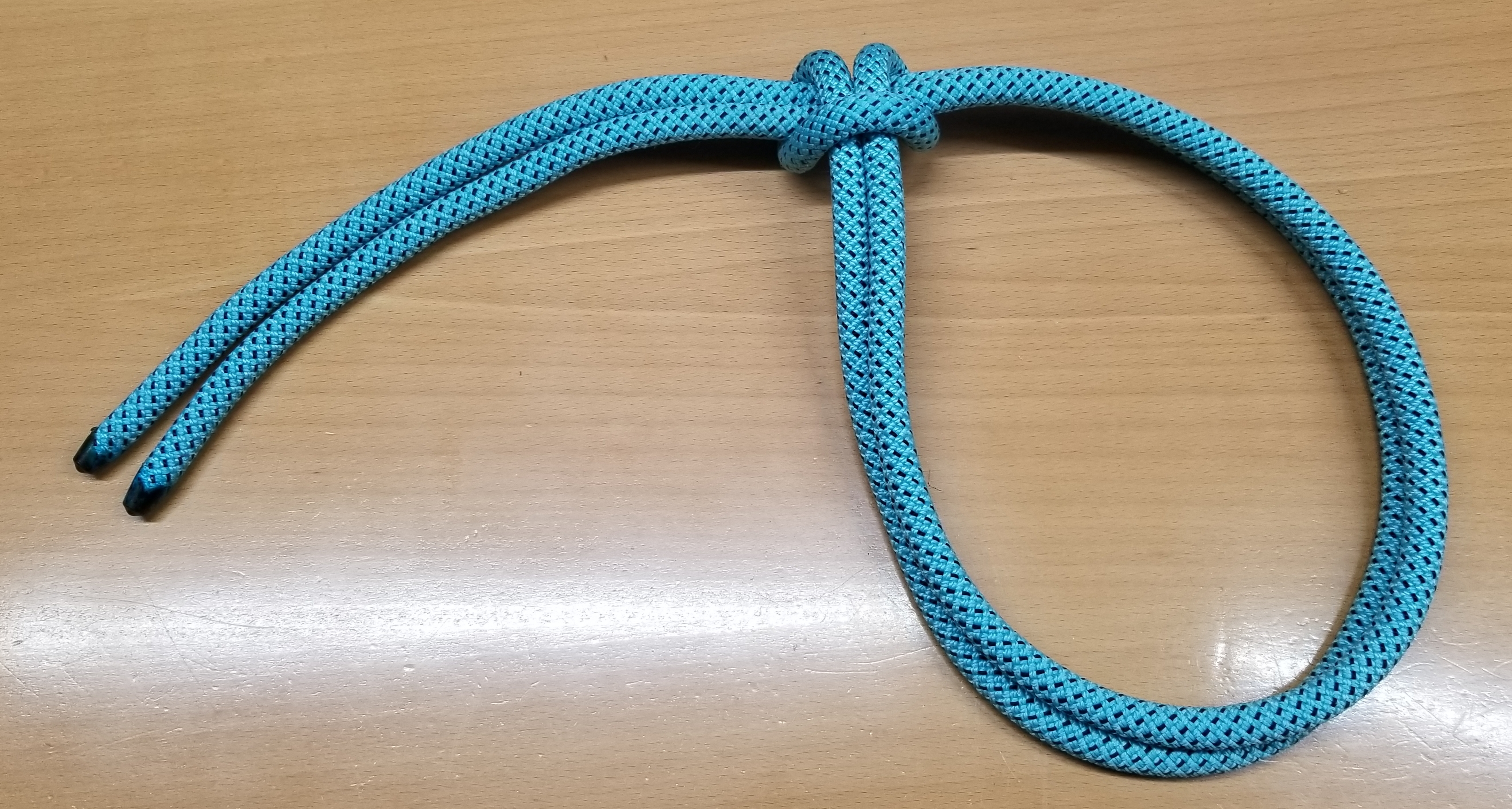
Verwendung als Seilgürtel-Knoten

Der Ankerstich ist ein einfacher Festmacherknoten, der sich einfach knüpfen und nach Belastung leicht wieder lösen lässt. Der Knoten ist recht einfach und wird auch im Alltag häufig verwendet. Meist dient er zur Befestigung einer Schlaufe an einem Stab, einem Ring, einer Öse oder einer anderen Schlaufe.
Der Ankerstich ist nur dann sicher, wenn beide Enden gleichmäßig belastet werden.

## Verwendung
Als Feuerwehrknoten wird der Ankerstich verwendet, um Geräte oder Schläuche zu sichern. Dort wird er auch als Schlingenstich oder als ganzer Schlag bezeichnet, da der Ankerstich aus zwei gegenläufig geknüpften halben Schlägen besteht.
Der Ankerstich wird beim Klettern als Sicherungsknoten in Hakenösen verwendet. Häufig wird er mit Bandschlingen verwendet, beispielsweise zur Sicherung an einem Baum. In Seilschaften mit drei oder mehr Bergsteigern besteht eine weitere Anwendung als Anseilknoten für die mittleren Seilschaftsmitglieder. Dazu bildet man eine große Schlaufe mittels Schmetterlingsknoten und bindet diese mittels Ankerstich an den Klettergurt, indem man sie durch die Anseilschlaufe zieht und dann mit dem ganzen Körper hindurchsteigt.
Beim Bogensport wird er für die D-Loop an der Bogensehne verwendet.
Bei den Knüpftechniken Makramee und Scoubidou dient er unter anderem als Ausgangspunkt für verschiedene Plattings.
Als Seilgürtelknoten kann er für Kleidungsstücke, wie Mönchskutten oder Priesterstola sowie Bademäntel, verwendet werden.

## Bilder

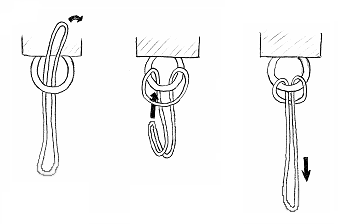
Herstellen des Ankerstichs mit einer Rundschlinge
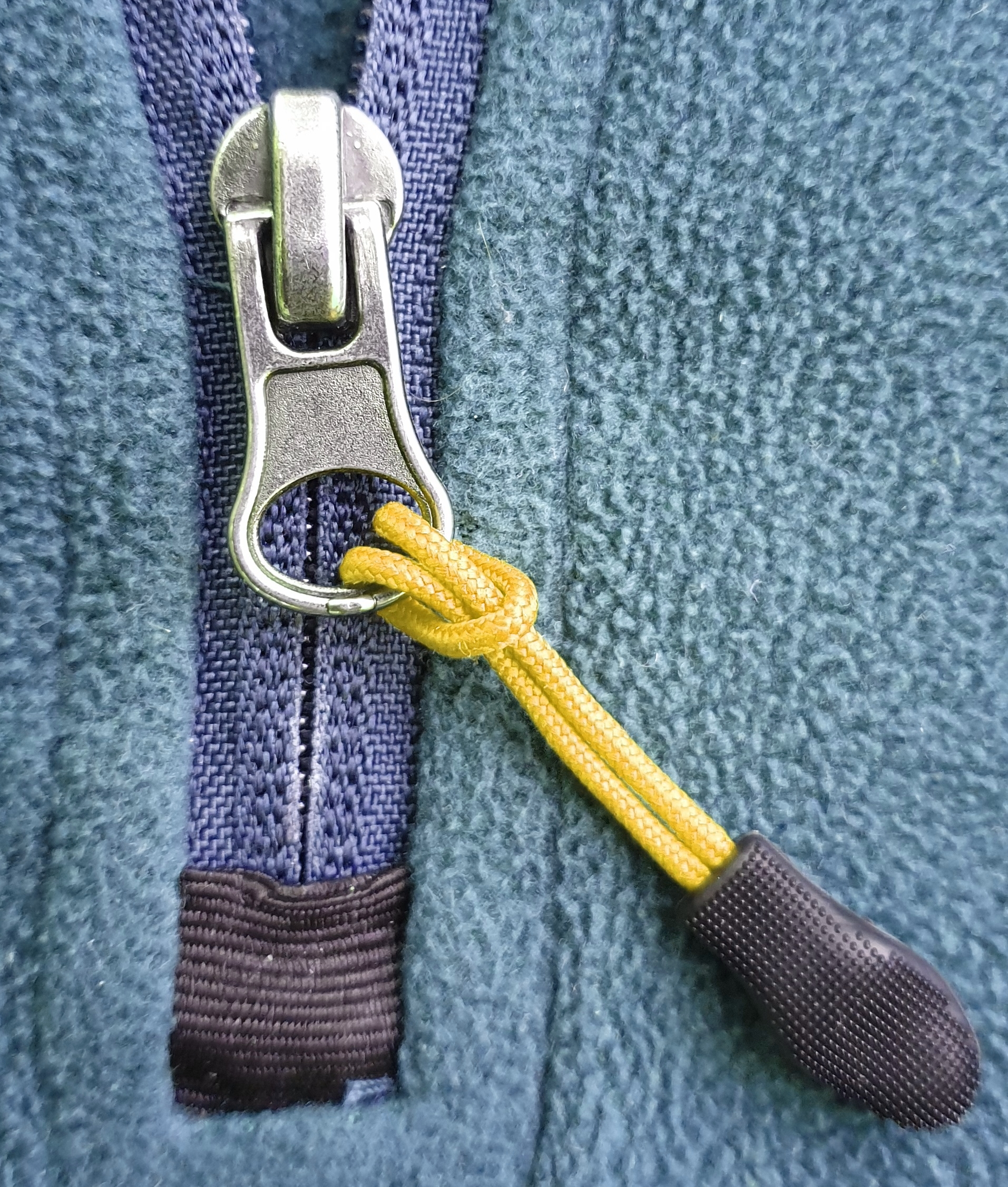
Ankerstich an einem Reißverschluss

## Abwandlungen
Der Ankerstich kann als „Basisknoten“ angesehen werden, welcher in der Abwandlung mehrere Formen annehmen kann:

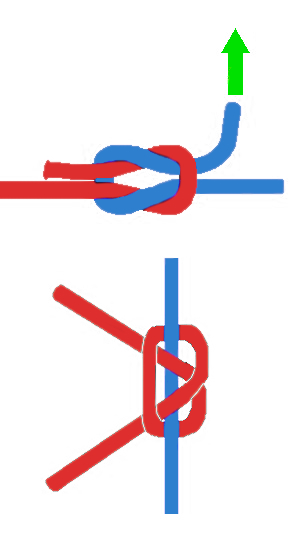
Der Kreuzknoten ist ein umgekippter Ankerstich, wenn z. B. zwei Endlosschlingen mit einem Ankerstich verbunden und festgezogen werden.
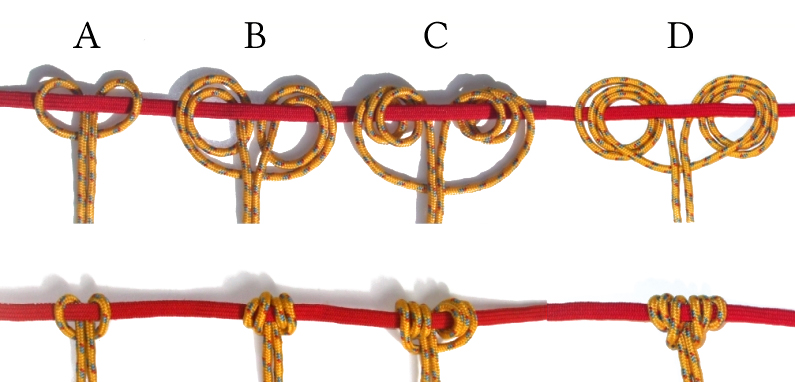
Der Prusikknoten ist eine Erweiterung des Ankerstichs. A= Ankerstich, B= Prusik normal, auch doppelter Ankerstich genannt, C= Prusik (doppelt, außengeschlagen), auch dreifacher Ankerstich genannt, D= Gérard-Hitch (Prusik innen geschlagen).
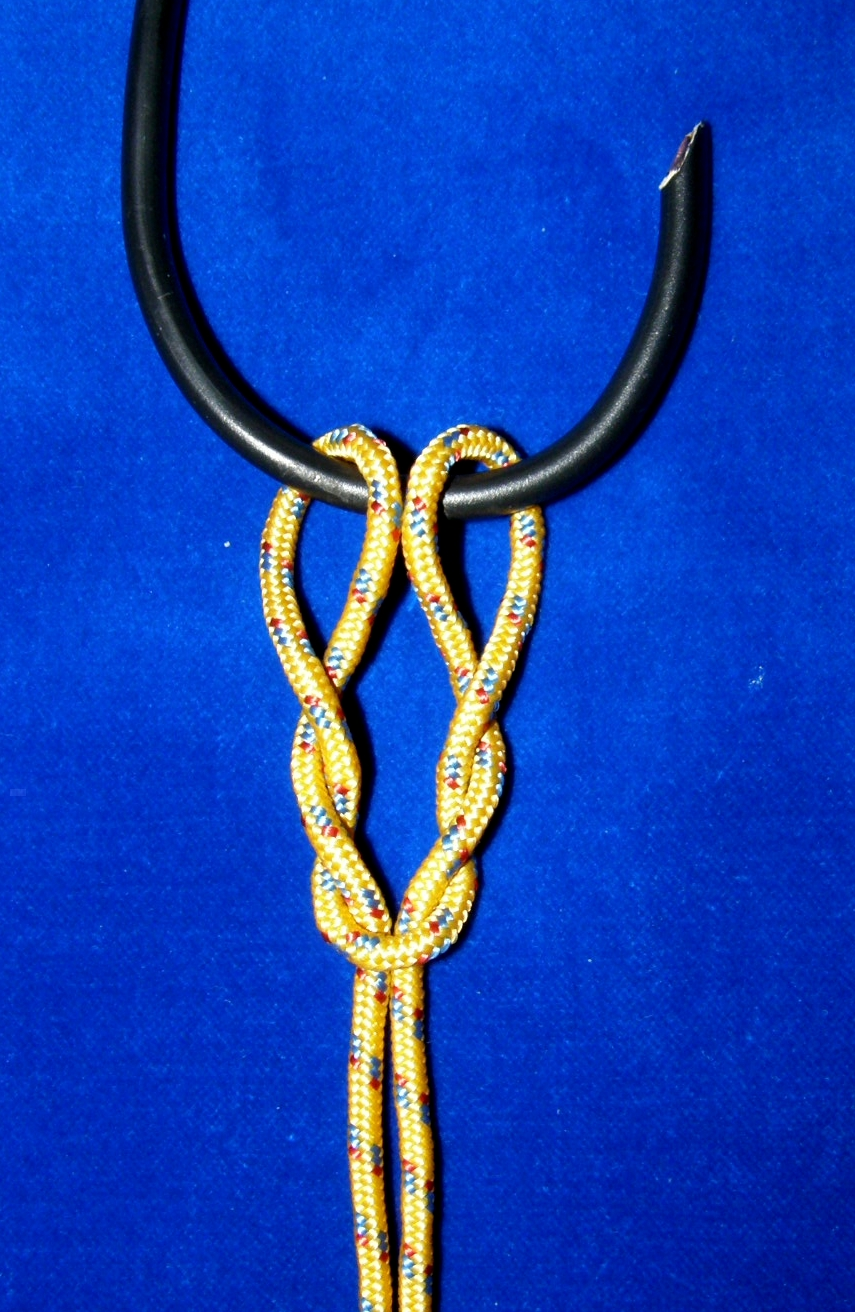
Die Kurze Trompete ist eine mehrfach gedrehte Ankerstichausführung.

### Belastung nur eines Stranges

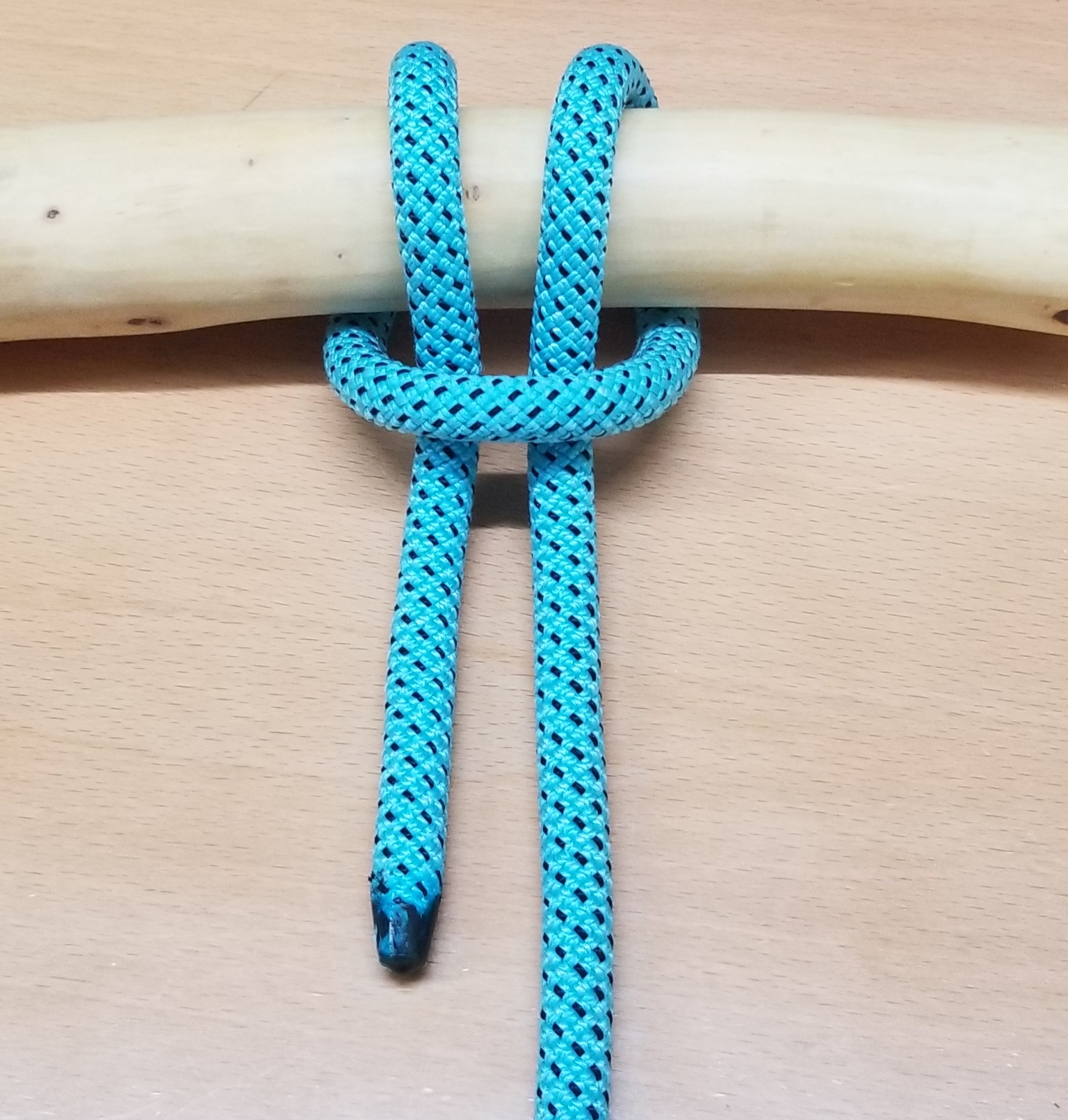
Als Kuhstek wird der Ankerstich teilweise bezeichnet, wenn er nur einseitig belastet wird.[6] Als Anbindeknoten an einem Pfahl, einer Stange oder einem Ring ist er allerdings sehr unzuverlässig.[7] Andere Bezeichnungen sind Ballenschlingenstek[8], Jungferstek[6], Taljereepstek[9], Ringstek[8], Buchtknoten und Lerchenkopf.
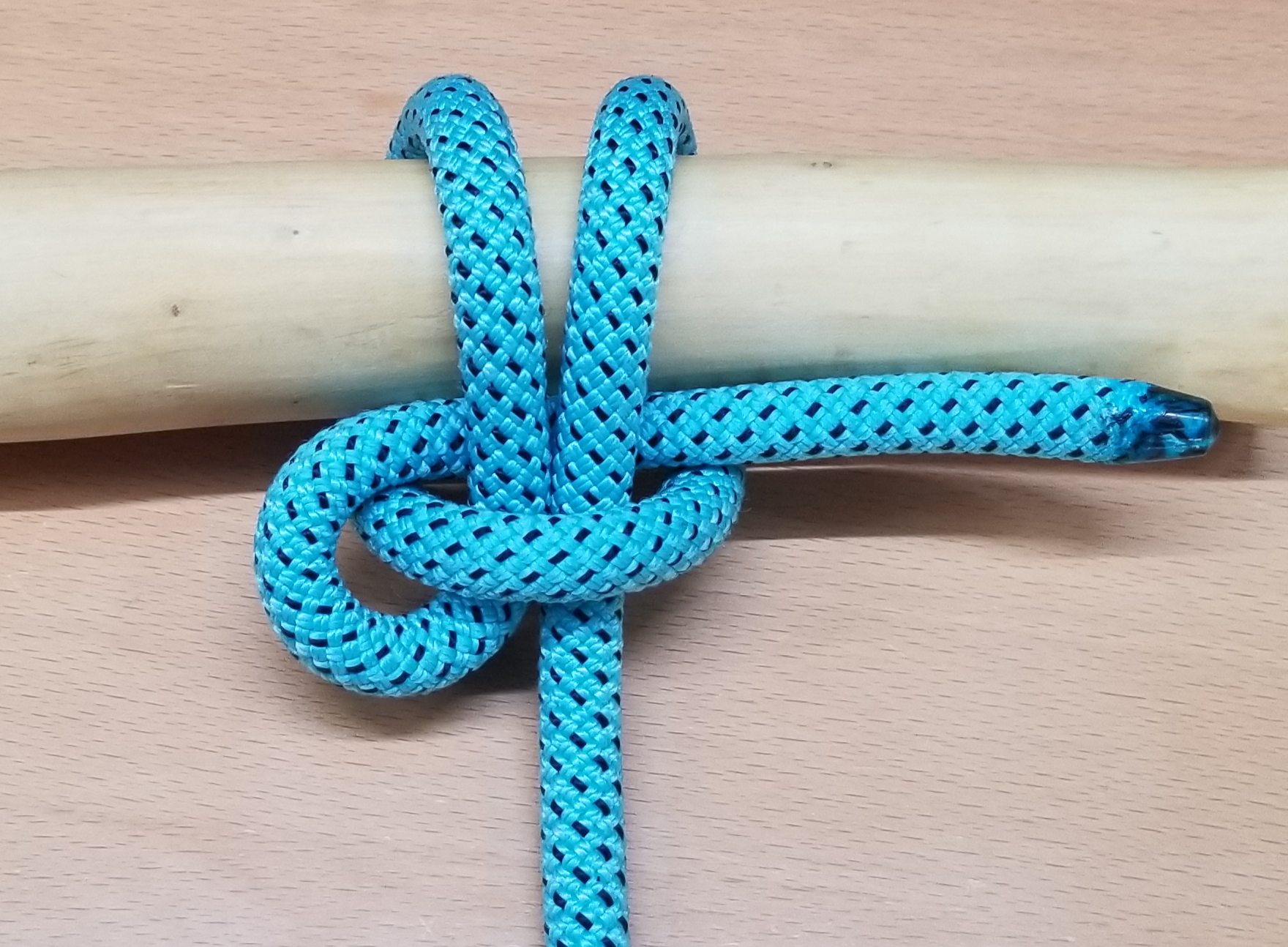
Der Pedigree-Kuhstek macht den einfachen Kuhstek verlässlicher, wenn man das lose Ende zwischen die Bucht und den Pfosten steckt.
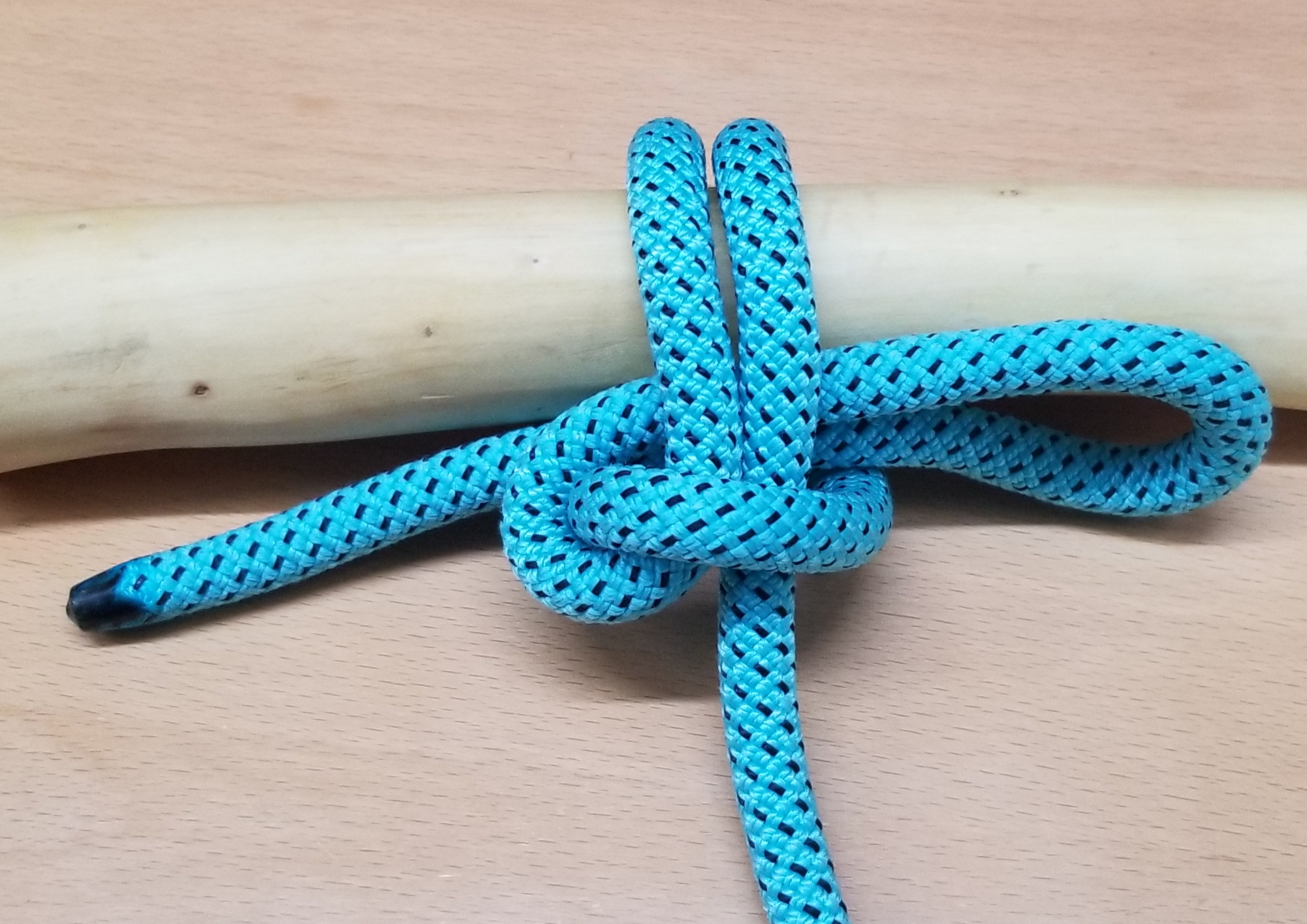
Den Pedigree-Kuhstek kann man auch auf Slip legen, um ihn wieder einfacher öffnen zu können.
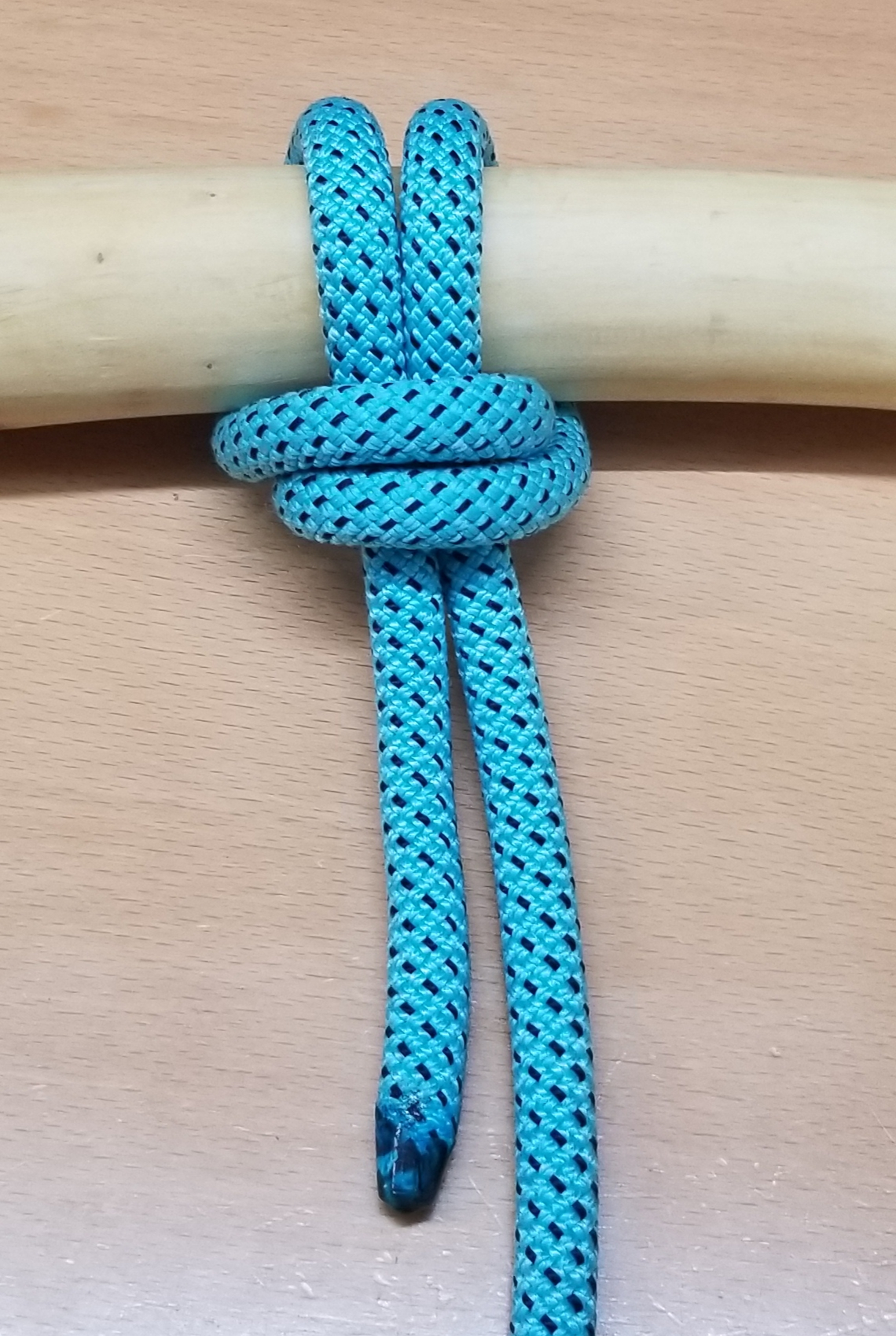
Verlässlicher als der einfache Kuhstek ist diese Variante des Kuhstekes für viele handwerkliche Arbeiten geeignet.

### Abwandlungen

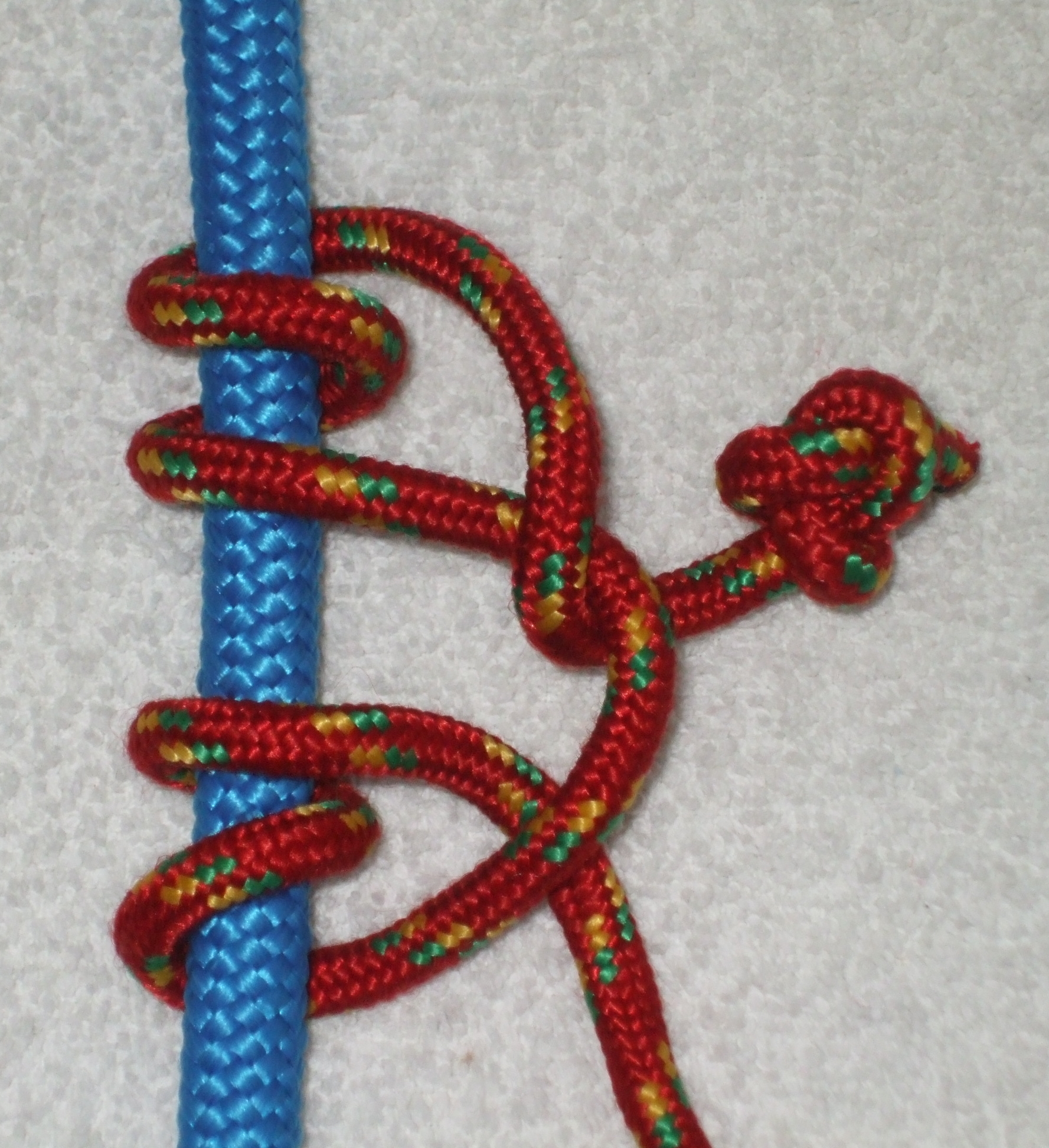
Prusikknoten mit Stopperknoten am oberen Strang. Wird nur einer der beiden Stränge belastet, ist aber je nach Anwendung ein anderer Knoten besser geeignet.
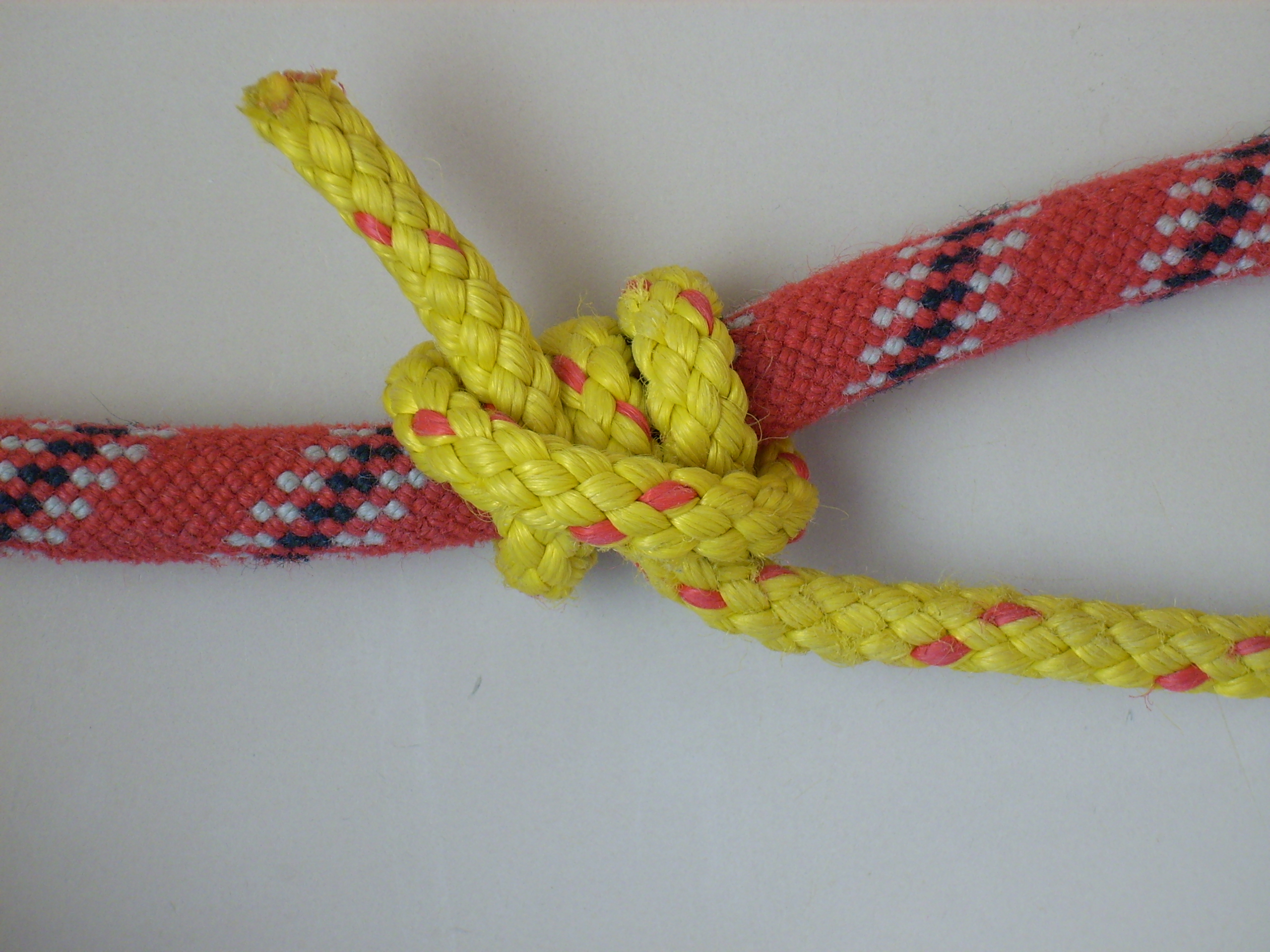
Der Stopperstek, ein Klemmknoten. Bei Belastung in Richtung des zusätzlichen Törns blockiert er, in die andere Richtung lässt er sich verschieben.
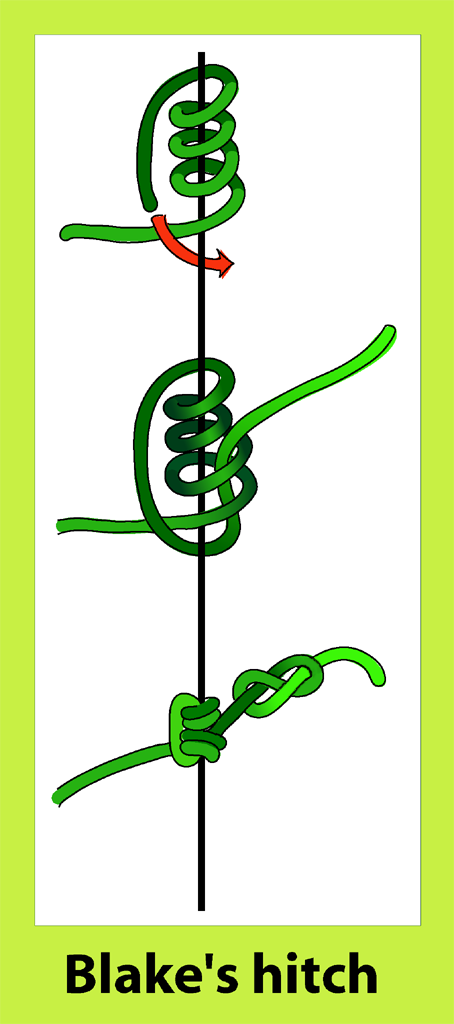
Der Blake-Knoten ist ein weiterer Klemmknoten. Damit das lose Ende nicht durchrutschen kann, wird es mit einem Stopperknoten gesichert.

## Gefahren
Der Ankerstich ist geeignet, wenn beide Seilenden gleichmäßig belastet werden. Wird nur eine Seite belastet, kann der Ankerstich ausrauschen oder – falls der Ring einen zu kleinen Radius hat – umkippen und sich so ungewollt lösen. Sicherere Festmacherknoten sind der Roringstek, der Rundtörn mit zwei halben Schlägen und der Mastwurf (Webeleinenstek) mit zusätzlichem halbem Schlag.